# Weinburg am Saßbach
Weinburg am Saßbach è una frazione di 1 029 abitanti del comune austriaco di Sankt Veit in der Südsteiermark, nel distretto di Leibnitz (Stiria). Già comune autonomo nel distretto di Südoststeiermark, il 1º gennaio 2015 è stato fuso con gli altri comuni soppressi di Sankt Nikolai ob Draßling e Sankt Veit am Vogau per costituire il nuovo comune mercato (Marktgemeinde).